# 송삼석
송삼석(宋三錫, 1928년 1월 19일~2022년 4월 1일)은 대한민국의 기업인이다. 본관은 여산(礪山)이며, 종교는 감리교이다.
1928년 1월 19일 전라북도 완주군 삼례면에서 태어났고, 1952년 서울대학교 경제학과를 졸업하였다. 1960년 회화구류(문구업)을 생산하는 광신화학공업사에 창립하였다가, 1963년 모나미 153 볼펜을 출시하였다. 1967년 광신화학공업사에서 모나미화학공업사로 바뀌면서, 1974년 (주)모나미 사명으로 바뀠다. 대표이사 회장을 거쳐 명예회장으로 맡았다.
2022년 4월 1일 숙환으로 별세하였다.

## 학력
- 전주고등학교 졸업
- 서울대학교 경제학과 졸업

## 경력
- 광신화학공업사 설립
- 모나미화학 전무이사
- 모나미 부사장
- 모나미 대표이사 사장
- 한국무역협회 이사
- 한국경영자총협회 이사
- 모나미 대표이사 회장
- 서울상공회의소 상임위원
- 모나미 회장

## 방송 출연
- 2000년 MBC 《성공시대》 볼펜왕 송삼석

## 저서
- 저 높은 곳을 향하여

## 가족 관계
- 배우자:최명숙(1934년~몰년미상)
  - 장남: 송하경 - 모나미 대표이사 회장
    - 첫째 며느리: 홍의숙
      - 손녀: 송미영(1984년~2009년[3])
      - 손자: 송재화

  - 차남: 송하철 - 모나미 대표이사 부회장
    - 둘째 며느리: 하주현

  - 삼남: 송하윤 - 모나미 사장
    - 셋째 며느리: 임수영